# Head East
Head East ist eine Hardrock-Band, ursprünglich aus South Central Illinois, später Champaign (Illinois). Die Band wurde gegründet vom Sänger John Schlitt, dem Gitarristen Mike Somerville, dem Keyboarder Roger Boyd, dem Bassisten Dan Birney und dem Schlagzeuger Steve Huston, die sich während ihres Studiums an der University of Illinois kennenlernten.
Die Gruppe war vor allem im Mittleren Westen der USA während der 1970er Jahre erfolgreich, geriet in den nächsten Jahrzehnten aber in Vergessenheit. Ihr bekanntestes Lied ist If You Knew Me Better aus dem Jahr 1979.

## Geschichte
Head East wurde 1968 gegründet und hatte ihren ersten Auftritt in Carbondale (Illinois). 1974 veröffentlichte die Band ihr erstes Album, Flat as a Pancake, auf ihrem eigenen Plattenlabel Pyramid Records, wobei sie alle 5000 Schallplatten und 500 8-Spur-Kassetten verkauften, die hergestellt worden waren. Durch diesen Erfolg und das Lied Never Been Any Reason, das im Radio gespielt wurde, konnten sie A&M Records dafür gewinnen, ihr Album 1975 nochmals neu herauszubringen. Es erreichte 1978 Gold-Status und blieb bis heute das erfolgreichste Album der Gruppe. Aus dem Album stammt das Lied Love Me Tonight, das Platz 54 in den US-Charts erreichte.
Die nächsten Alben der Band waren Get Yourself Up und Gettin’ Lucky, veröffentlicht 1976 und 1977. Keines davon erreichte den Erfolg des Debütalbums. Dafür beinhaltete ihr viertes Album, das Head East hieß und 1978 erschien, den Hit Since You Been Gone. Das Stück, eine Coverversion eines Liedes von Russ Ballard, erreichte Platz 46 der US-Charts.
1979 veröffentlichte Head East das Doppellivealbum Head East Live! und A Different Kind of Crazy. Erstgenanntes Album erreichte die US-Top-100-Charts. Weiterhin waren sie auf dem Soundtrack zum Film J-Men Forever zu hören.
Im März 1980 verließen Bassist Dan Birney und Gitarrist Mike Somerville die Band, während Sänger John Schlitt aufgrund seiner Drogenabhängigkeit aus der Band geworfen wurde. Schlitt kam von den Drogen los, wandte sich der Religion zu und schloss sich der Erweckungsbewegung an. 1986 trat er als Sänger der christlichen Rockband Petra bei. Dort blieb er Mitglied bis zu ihrer Auflösung 2005.
Die übrigen Mitglieder von Head East, Boyd und Huston, engagierten Mark Boatman, Tony Gross und Dan Odum für die Aufnahme des folgenden Albums namens U.S. 1, das im Oktober 1980 erschien. Es war das letzte Album der Gruppe, das die Hitparade erreichte und das von A&M produziert wurde.
Die Band konnte in der Folgezeit nur noch kleinere Erfolge verzeichnen und ihre Alben von kleinen Plattenlabeln vertreiben lassen. Darunter waren Onward and Upward (1982) von Allegiance Records und Choice of Weapons (1988) von Dark Heart Records. Tim Day, Schlagzeuger der Gruppe Daddy’s Girl stieß zur Band und tourte mit ihr von 1999 bis 2001. Sie spielte weiterhin Auftritte, unter anderem wieder mit Gitarrist Somerville, der von 1994 bis 2003 zur Band zurückkehrte.
1999 wurde das Livealbum Live on Stage veröffentlicht. Dieses wurde aus zwei Auftritten in der Rainbow Music Hall in Denver zusammengeschnitten: Die ersten fünf Stücke stammen von einem Auftritt 1980 noch mit der ursprünglichen Besetzung, während die letzten zehn Stücke 1981 mit der späteren Besetzung entstanden. Head East tourt noch heute und gibt etwa 30 bis 40 Konzerte pro Jahr.
Die Band besteht aktuell aus Roger Boyd (Keyboard, Gesang), Greg Manahan (Bass, Sologitarre, Gesang), Glen Bridger (Sologitarre, Gesang), Eddy Jones (Schlagzeug, Gesang) und Darren Walker (Lead-Gesang, Bass).
Das Lied Never Been Any Reason aus dem Jahr 1975 wurde für den Spielfilm Sahara – Abenteuer in der Wüste (2005) verwendet.

## Diskografie

### Alben
| Jahr | Titel                     | Höchstplatzierung, Gesamtwochen, AuszeichnungChartsChartplatzierungen (Jahr, Titel, Platzierungen, Wochen, Auszeichnungen, Anmerkungen) | Anmerkungen |
| Jahr | Titel                     | US | Anmerkungen |
| ---- | ------------------------- | --- | ----------- |
| 1974 | Flat as a Pancake         | US126 Gold · (17 Wo.)US |             |
| 1976 | Get Yourself Up           | US161 (6 Wo.)US |             |
| 1977 | Gettin’ Lucky             | US136 (7 Wo.)US |             |
| 1978 | Head East                 | US78 (14 Wo.)US |             |
| 1979 | Head East Live!           | US65 (14 Wo.)US |             |
| 1979 | A Different Kind of Crazy | US96 (16 Wo.)US |             |
| 1980 | U.S. 1                    | US137 (6 Wo.)US |             |

Weitere Alben
- 1982: Onward and Upward
- 1988: Choice of Weapons
- 1999: Concert Classics Volume 7
- 2008: Head East Live 2008

### Singles
| Jahr | Titel Album                             | Höchstplatzierung, Gesamtwochen, AuszeichnungChartsChartplatzierungen (Jahr, Titel, Album, Platzierungen, Wochen, Auszeichnungen, Anmerkungen) | Anmerkungen |
| Jahr | Titel Album                             | US | Anmerkungen |
| ---- | --------------------------------------- | --- | ----------- |
| 1975 | Never Been Any Reason Flat as a Pancake | US68 Gold · (9 Wo.)US |             |
| 1976 | Love Me Tonight Flat as a Pancake       | US54 (6 Wo.)US |             |
| 1978 | Since You Been Gone Head East           | US46 (8 Wo.)US |             |